# 科氏假鰓鱂
科氏假鰓鱂，為輻鰭魚綱鯉齒目鰕鱂亞目鰕鱂科的其中一種，為熱帶淡水魚，被IUCN列為瀕危保育類動物，分布於非洲坦尚尼亞Mafia群島淡水流域，為特有種，雄魚的尾鰭有橫條紋，背鰭和臀鰭遠端邊緣為白色，胸鰭邊緣有藍色斑點，尾鰭上有狹窄的黃色到白色邊緣，臀鰭上有10-14條紅棕色條紋，體長可達5公分，棲息在水塘、溪流、沼澤底中層水域，生活習性不明，可作為觀賞魚。

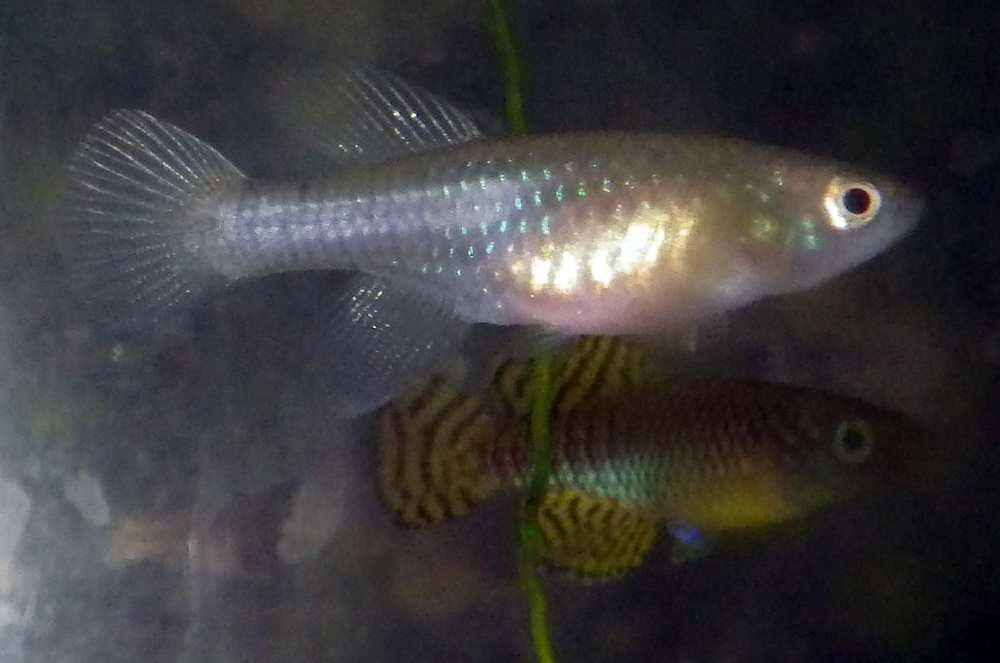
科氏假鰓鱂的雌魚，背後為雄魚

## 擴展閱讀
維基物種上的相關：科氏假鰓鱂
1. ↑  Nagy, B.; Watters, B. . The IUCN Red List of Threatened Species. 2019, 2019: e.T60308A47182634  [17 November 2021]. doi:10.2305/IUCN.UK.2019-3.RLTS.T60308A47182634.en .